# Ойтал (Сарымолдаевский сельский округ)
Ойтал (каз. Ойтал) — село в Меркенском районе Жамбылской области Казахстана. Входит в состав Сарымолдаевского сельского округа. Код КАТО — 315445400.

## Население
В 1999 году население села составляло 876 человек (437 мужчин и 439 женщин). По данным переписи 2009 года, в селе проживало 977 человек (471 мужчина и 506 женщин).